# Гранітові скелі по р. Кальміусу (заповідник)
Заповідник «Гранітові скелі по р. Кальміусу» — колишня природоохоронна територія, що діяла з 1927 по 1936 рік.
Заповідник розміщувався на південь від с. Краснівки, неподалік хутора колонії Клепфера. Як синонім в літературних джерелах використовується назва «Ділянка річки Кальміус нижче с.Карані».

## Історія створення
Історія заповідання пам'ятки бере початок 1923 року. Дослідження Національного гербарію України показує, що вперше урочище відвідав Є.Лавренко 12 серпня 1923 року і 16 червня 1924 року. В липні 1925 року територію долину Кальміусу обстежував Ю.Клеопов. Запис на етикетці в Національному гербарії України каже «Гранітні скелі над р.Кальміюсом. Маріупольска округа. С.Красновка»
1927 року Є.Лавренко писав: «Дуже бажано виділити, як заповідники, деякі ділянки каньйоноподібної долини р. Калміуса, нижче с. Карані. Тут трапляється два роди рослин — ендеміки гранітів, що над Калміусом: буськи Erodium Beketowi S с h ш а 1 h. та чебрець Thymus graniticus К1 о k. et S c h о s t.». Станом на 1929 рік інформація про пам’ятку під назвою «Ділянка річки Кальміус нижче с.Карані» була включена до картотеки Центрального Бюро Краєзнавства (Ленінград). Пам’ятку розглядали передусім як геологічну, але вона, за описом М.Шалита (1932 р), «має значення також і як ботанічна пам'ятка. Находище деяких рідких рослин, що ростуть лише на гранітах» . 
1929 року в листі  НКП до Маріупольського окрвиконкому були рекомендовані заходи до охорони пам'ятки, а саме «не розробляти на камінь, не випасувати. Бажано передати до відання Маріупольського музею Краєзнавства».

## Скасування
Дата скасування заповідника невідома. Імовірно - 1938 рік.

## Відновлення природоохоронного статусу
До нашого часу охоронний статус ділянки не відновлено.